# Marketing partyzancki
Marketing partyzancki (ang. guerrilla marketing) – forma marketingu zbliżona do marketingu wirusowego, polegająca na promowaniu dóbr i usług za pomocą niekonwencjonalnych technik, w zależności od grupy docelowej, jak np. napisy sprayem na murach prezentujące daną markę czy vlepki.
W tej technice stosuje się zarówno niekonwencjonalne, mające przykuć uwagę środki, jak również niekonwencjonalne treści, np. widok krwi, drastycznych scen itp. Przede wszystkim jednak technika ta bazuje na tanich środkach. Dodatkowo daje ona taki efekt, że odbiorca infekowany jest memami nawet unikając kontaktu z tradycyjnymi nośnikami reklam. Informacja o produkcie czy usłudze, podobnie jak w marketingu wirusowym, może dalej rozchodzić się w postaci plotki oraz dalszych przekazów informacji drogami niekonwencjonalnymi.
Przykładowymi markami w Polsce, do promocji których używano marketingu partyzanckiego są lub były Heyah, Frugo, Opycha czy Play. W podobny sposób także metoda ta używana jest w marketingu politycznym.
Metoda ta jest szczególnie przydatna przy promowaniu postaw i stylów bycia oraz produktów z nimi związanych wśród grup odpornych na tradycyjne formy reklamy. Potrafi też wykreować dodatkową wartość produktu, tworząc z niego produkt symboliczny (będący nośnikiem wartości) i symbol statusu. Jest przy tym stosunkowo tania i możliwa do stosowania w bardzo małej skali.
Z drugiej jednak strony wymaga dużego zaangażowania autorów. Źle znoszą ją też odbiorcy konserwatywni.

## Przykłady kampanii marketingu partyzanckiego
Jednym z przykładów wykorzystania marketingu partyzanckiego była kampania Netflixa promująca serial Dom z papieru, w której wykonywano takie akcje promocyjne jak pozostawienie na lotnisku, przy odbiorze bagażu, walizki wypełnionej rekwizytami imitującymi pieniądze.

## Literatura
- Andrzej Ehrlich, Jay Conrad Levinson Marketing partyzancki, Polskie Wydawnictwo Ekonomiczne, 1998